# Giro dell'Umbria 1970
Il Giro dell'Umbria 1970, ventinovesima edizione della corsa, si svolse il 22 luglio 1970. La vittoria fu appannaggio dell'italiano Gianni Motta il quale precedette i connazionali Renato Laghi e Donato Giuliani.
I corridori che presero il via da Perugia furono 99, mentre coloro che tagliarono il traguardo di Castiglione del Lago furono 30.

## Ordine d'arrivo (Top 10)
| Pos. | Corridore         | Squadra        | Tempo   |
| ---- | ----------------- | -------------- | ------- |
| 1    | Gianni Motta      | Salvarani      | ?       |
| 2    | Renato Laghi      | Sagit          | s.t.    |
| 3    | Donato Giuliani   | Filotex        | s.t.    |
| 4    | Alberto Tazzi     | Ferretti       | s.t.    |
| 5    | Vittorio Urbani   | Filotex        | a 5"    |
| 6    | Loris Vignolini   | Ferretti       | s.t.    |
| 7    | Ole Ritter        | Germanvox-Wega | a 10"   |
| 8    | Dino Zandegù      | Salvarani      | a 2'45" |
| 9    | Fabrizio Fabbri   | Filotex        | s.t.    |
| 10   | Arnaldo Caverzasi | Filotex        | s.t.    |